# Cucujus mniszechi
Cucujus mniszechi – chrząszcz z rodziny zgniotkowatych. Gatunek został opisany w 1874 roku przez Antoine’a Henri Grouvelle, na podstawie okazu z kolekcji hrabiego Jerzego Mniszecha, którego honoruje nazwa gatunkowa chrząszcza.

## Morfologia
Dorosłe osobniki osiągają 19,6–24,7 mm długości. Ciało czarne, pokrywy błękitne, metalicznie połyskujące. Jest jedynym przedstawicielem rodzaju o takich barwach.

## Biologia
Jak inni przedstawiciele rodzaju, jest gatunkiem saproksylicznym.

## Występowanie
Zasięg występowania obejmuje Chiny (Syczuan, Junnan), Indie (Asam, Bengal Zachodni), Japonię (Chūbu,
Tōhoku, Kiusiu, Sikoku), Laos, Nepal, Tajwan i Tajlandię.

## Ochrona
Gatunek umieszczony na czerwonej liście prefektury Kumamoto z kategorią NT.